# Чарльз Симоні
Чарльз Симоні (англ. Charles Simonyi), при народженні Карой Шимоньї (угор. Simonyi Károly; нар. 10 вересня 1948, Будапешт) — американський бізнесмен і космічний турист, учасник двох космічних польотів на російських кораблях Союз ТМА до Міжнародної космічної станції. Автор угорської нотації.

## Віхи біографії
- Син угорського фізика та інженера Кароя Шимоньї. Правнук Шандора Шимоньї-Шемадама, прем'єр-міністра Угорщини (в 1920 р.).
- Під час навчання в середній школі підробляв нічним сторожем в комп'ютерній лабораторії. Почав захоплюватися комп'ютерами і програмуванням. До моменту закінчення школи самостійно розробляв компілювальні програми. Одну з них продав уряду Угорщини.
- У 1966 році Симоні переїхав з Угорщини в Данію, де працював програмістом в компанії A/S Regnecentralen в Копенгагені.
- У 1968 році виїхав на навчання в США.
- У 1972 році закінчив Каліфорнійський університет у Берклі і отримав ступінь бакалавра наук з машинобудування та технічної математики.
- З 1972 по 1980 рік працював в Xerox Palo Alto Research Center (PARC), розробляв текстовий редактор Bravo — перший редактор, який працював за принципом WYSIWYG (what you see is what you get — що бачиш, то й одержиш), тобто в режимі відповідності зображення на екрані та роздруківки.
- В 1976 році в Станфордському університеті одержав ступінь доктора (Ph.D.) з обчислювальної техніки.
- З 1981 року працював у корпорації Microsoft, де брав участь у розробці програмних продуктів Microsoft Excel, Multiplan, Word та інших.
- У 1982 році отримав американське громадянство.
- З 1991 року працював старшим спеціалістом по архітектурі відділення Advanced Technology компанії Microsoft Research, де займався проблемою програмування намірів (англ. Intentional Programming, IP). Обіймав посади керівника розробки прикладних програм, головного програміста, провідного інженера.
- У серпні 2002 року пішов з корпорації Microsoft і разом із професором Грегором Кицалешем (Gregor Kiczales) заснував компанію Intentional Software Corporation[en].
- Володіє 11 патентами.

## Космічний туризм
Симоні — п'ятий і сьомий космічний турист (2007, 2009). На той момент йому було 59 і 61 рік відповідно. Перший дворазовий космічний турист.
Перший політ до МКС: старт на кораблі Союз ТМА-10, повернення — на Союз ТМА-9. Другий політ до МКС: старт на кораблі Союз ТМА-14, повернення — на Союз ТМА-13.

## Благодійність
Симоні є активним благодійником.
Він фінансував створення трьох професорських посад:
- У 1995 році — Професура громадського розуміння науки в Оксфордському університеті, першим був Річард Докінз (1995—2008), в даний час[коли?] Маркус дю Сотої (Marcus du Sautoy)
- Професура для інновації в викладанні в Стенфордському університеті, професор Ерік Робертс С. 1997—2002.
- У 2005 році в рамках $ 25 млн пожертвувань, Професура математичної фізики в Інституті перспективних досліджень  у Принстоні, штат Нью-Джерсі, професор Едвард Віттен 2005-даний час.

У січні 2004 року створив фонд Чарльза Симоні для мистецтв і наук, через підтримує в Сіетлі мистецтво, науку і освітні програми. Станом на травень 2012 року розмір фонду був 75 млн $[джерело?]. Стипендіатами були: Seattle Symphony (10 мільйонів доларів), і Seattle Public Library (3 мільйони доларів), Метрополітен-опера та Джульярдська школа.

2008 року виділив 20 млн $ на будівництво Великого синоптичного оглядового телескопу.
У лютому 2017 року, Симоні дав університету штату Вашингтон 5 мільйонів доларів на завершення нової будівлі відділу обчислювальної техніки (CSE)[джерело?].

## Особисте життя
- Дружина (з грудня 2008 року) — Ліза Персдоттер (Lisa Persdotter), громадянка Швеції, фотомодель. Шлюбний контракт, укладений із нею, крім всього іншого, містить заборону для Чарльза летіти в космос утретє[джерело?].
- Брат — Томаш Шимоньї.

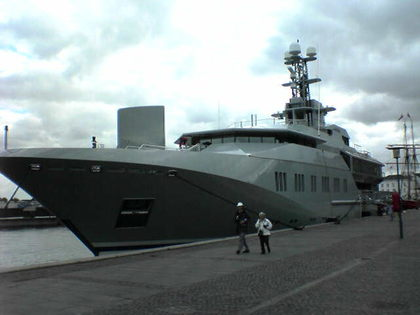
Яхта Skat

6 місяців на рік Чарльз проводить на своїй яхті супер-класу — Скат (Skat).

## Радіоаматорська діяльність
У Чарльза є два радіоаматорських позивних — KE7KDP і HA5SIK.